# Apalachee
De Apalachee vormden een indianenvolk aan de westkust van noordelijk Florida.

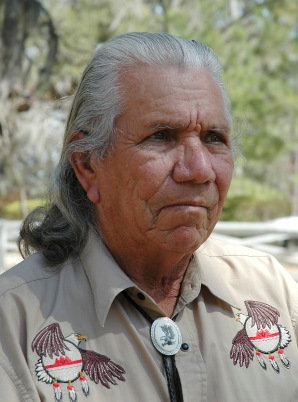
Gilmer Bennet, leider der Appalachee in 2009

Deze sprekers van de Muskogee-taal, een taal die nu uitgestorven is, leefden tussen het gebied van de Aucilla River en de Ochlockonee River, in de omgeving van de Apalachee Bay.
In 1528 landde de Spaanse conquistador Pánfilo de Narváez in Florida, maar moest door de vijandigheid van de Apalachee terugkeren. In de 17e eeuw werd de bevolking bekeerd door de Spanjaarden.
De clan telde in 1676 circa 5000 leden. In de 18e eeuw werden ze weggevaagd door rooftochten van de Engelsen en de Creek. Een paar overlevenden vestigden zich in Louisiana, waar er nu nog een aantal afstammelingen leven.